# جامع المقدمات

جامع المقدمات، چاپ سنگی

جامع المقدمات کتابی است درسی که در دروه‌های ابتدائی آموزش در حوزه‌های علمیه تدریس و تحصیل می‌شده‌است. این کتاب در حال حاضر به‌طور رسمی جزو کتب درسی حوزوی نیست.

## محتوای کتاب
این کتاب در اصل خود محتوایی مستقل ندارد، بلکه مجموعه‌ای است شامل ۱۵ کتاب آموزشی دیگر در زمینه‌های صرف و نحو عربی، منطق و اخلاق اسلامی.
این کتب عبارتند از:
- کتاب امثله
- کتاب شرح امثله
- کتاب صرف میر
- کتاب صیغ مشکله
- کتاب الکبری فی المنطق
- کتاب آداب المتعلمین
- کتاب تصریف
- کتاب شرح تصریف
- کتاب عوامل الجرجانی
- کتاب عوامل منظومه
- کتاب عوامل ملا محسن
- کتاب شرح العوامل فی النحو
- کتاب الهدایة فی النحو
- کتاب شرح الانموذج
- کتاب الصمدیه

## متن کتاب
متن بعضی از کتب که در این کتاب جمع‌آوری شده‌است فارسی و برخی عربی می‌باشد. این کتاب قبلاً با حاشیه‌نویسی روی صفحات چاپ می‌شد.